# 香农·史密斯
香农·史密斯（英語：Shannon Smith，1961年9月28日—），加拿大女子游泳运动员，主攻自由泳。她曾代表加拿大参加1976年夏季奥林匹克运动会游泳比赛，获得女子400米自由泳铜牌。